# 可燃性

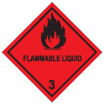
易燃性化學標誌

可燃性（是物质的一种化学性质，表示这种物质在达到一定的温度时可以在空气或氧气中燃烧，这个温度叫做燃点。具有可燃性的物质称作可燃物。另一個類似的性質為易燃性（Flammability），是指很容易起火燃燒的物質。